# جزيرة قوسينا (عمل)

خريطة للدلتا في عهد الكور الكبرى تظهر فيها كورة قوسينا

أعمال جزيرة قوسينا هو تقسيم جُغرافي مصري استُحدث في عصر الدولة الفاطمية على أراضي كورة دمسيس إحدى كور الوجه البحري في مصر وجعلوا قاعدتها قرية قوسينا، وقد ألغيت تلك الأعمال لاحقًا في الروك الناصري في عصر الدولة المملوكية، ووزعت قراها على الأعمال المنوفية والغربية، وكانت تحد أراضيها فرع دمياط من ناحية الشرق، وترعة العطف من ناحية الغرب.

## نواحي جزيرة قوسينا
عدّ ابن مماتي في قوانين الدواوين أسماء قرى أعمال جزيرة قوسينا، ويمكن تصنيفها إلى:

### نواحي لا زالت موجودة إلى اليوم
| المحافظة  | المركز     | القرى |
| --------- | ---------- | --- |
| المنوفية  | قويسنا     | أشليم · مصطيه · إبنهوس · ججهور الكنايس · بجيرم · برى · بني غريان · جمهوج · شبرا بخوم · شبرا قباله · أرشنيس · شمنديم · طا · قوسينا · منية أبو الحسن · شبرا قطاره · منية العبسي · منية بو شيخه · منية سراج      |
| المنوفية  | بركة السبع | بركة السبع · أبجول · مكلبشو · الغوري · شنتنا الحجر · طمبشا · طوخ طمبشا · نفره · هورين تطايه |
| المنوفية  | شبين الكوم | سلكا · منية عافية |
| الغربية   | السنطة     | الباذنجانية · الجعفرية · نويه البغال · منشية نهسنه · بلوس · منية تاج العجم · نسهنه |
| الغربية   | زفتى       | منية زفتى جواد · دهتورة · سنبموطيه · شنيس ومنية برق · تفهنا الكبرى · حانوت منية حنون · دمنهور وحشي · سندبسط · سنبو الكبرى · شرشابة · فرسيس الكبرى · شبرا قلوج · منية خشيبة · منية الحرون · منية الرخا · نهطيه |
| القليوبية | بنها       | بطا · منية إسحق بقيره · دملو · منية الحوفيين · ورورا |

### نواحي اندثرت مُحدّدة الموقع
- الصلعة، كانت من توابع الباذنجانية.[18]
- القهرمان كانت من كفور تفهنا الكبرى.[18]
- حوض مسعود كانت من كفور تفهنا الكبرى.[16]
- دمسيس[14] وكانت قاعدة كورة دمسيس إحدى كور مصر القديمة،[1] ومحلها اليوم قرية كفر شبرا اليمن.[19]
- شلا[7] وأراضيها ضمن أراضي قرية سندبسط.[20]
- كلا الباب[21] وهي قرية مصرية قديمة اسمها «Aykelah»، وأراضيها ضمن أراضي قرية كفر كلا الباب.[22]
- منية الأمير[4] وكانت مجاورة لقرية سنبموطيه.[23]
- القيطور كانت من توابع منية برى.[18]
- حوض بلاقيط[16] وأراضيها ضمن أراضي قرية ميت الموز.[24]
- ديا الكوم[14] وتقع اليوم ضمن حدود مدينة بركة السبع.[25]
- قسار كانت من كفور برى.[9]
- منية الشريف كانت من توابع مكلبشو،[4] وأراضيها ضمن أراضي قرية الروضة.[26]
- منية الجماليين[4] وكانت مجاورة لقريتي منية الحوفيين ودملو.[23]

### نواحي اندثرت مجهولة الموقع
- النشاصية واسمها أيضًا «منية يونس»[3]
- دلشتين[14]
- منية الفزاريين[4]
- منشية دلشتين[4]